# Pressure Drop (Toots & the Maytals)
Pressure Drop è una canzone dei Toots & the Maytals, registrata nel 1969, pubblicata nel 1970 e prodotta da Leslie Kong. Appare per la prima volta sui loro album Monkey Man (pubblicato in Giamaica dalla Beverley's Records) e From the Roots (pubblicato nel Regno Unito dalla Trojan Records). Pressure Drop contribuì a lanciare il gruppo nei paesi esteri, al di fuori della Giamaica, più precisamente quando la canzone fu inclusa nella colonna sonora di un film del 1973 intitolato The Harder They Come, che rese popolare il reggae in gran parte del mondo. Nel 2004, la rivista Rolling Stone posizionò il brano alla posizione no. 446 nella sua lista delle 500 migliori canzoni di tutti i tempi.
Il pezzo apparve nelle colonne sonore dei film 50 volte il primo bacio e This Is England, e venne incluso nella stazione radio di K-Jah West del videogioco Grand Theft Auto: San Andreas.

## Cover
- La prima cover del brano venne realizzata da Robert Palmer il suo secondo album, chiamato appunto Pressure Drop e pubblicato nel 1975.
- Successivamente venne reinterpretata dai Clash. La cover fu prima pubblicata come b-side del loro singolo English Civil War, del 1979, poi inclusa nella mini-raccolta di rarità Black Market Clash, pubblicata nel 1980, nella compilation Super Black Market Clash[3], e nel box set uscito nel 2006 intitolato Singles Box. La versione dei Clash di Pressure Drop fu anche inclusa in uno spot pubblicitario della Nissan Rogue, e fu usata come sigla del programma radiofonico Sam Seder Show, trasmesso dalla Air America Radio.
- Izzy Stradlin registrò una cover della canzone per il suo album solista, Izzy Stradlin and the Ju Ju Hounds.
- Gli Specials reinterpretarono il brano per il loro album Today's Specials (1996). Questa versione venne inclusa anche nei film L'ultimo contratto (1997) ed Estremamente Pippo (2000).
- Gli Oppressed reinterpretarono il pezzo per il loro album Music for Hooligans.
- Joxe Ripiau feat. Fermin Muguruza reinterpretarono la canzone in basco per il loro album Positive Bomb, uscito nel 1996.
- Nel 2003, Keith Richards registrò una cover di Pressure Drop assieme agli stessi Toots & the Maytals, e fu pubblicata nel dicembre del 2007 sul lato B della ristampa di Run Rudolph Run sull'iTunes Store[4].
- Il cantautore irlandese David Kitt pubblicò una cover di questa canzone sul suo album The Black and Red Notebook.
- Il gruppo punk rock di Montréal Asexuals eseguirono spesso nei loro live la cover dei Clash del singolo.
- Dubmood pubblicò un suo rifacimento della canzone nel suo EP Atari Ska'latac.
- L'artista giamaicano K-Jah pubblicò una cover di Pressure Drop nel suo EP.